# Audresselles
Audresselles és un municipi francès situat al departament del Pas de Calais i a la regió dels Alts de França. L'any 2007 tenia 709 habitants.

## Demografia

### Població
El 2007 la població de fet d'Audresselles era de 709 persones. Hi havia 272 famílies de les quals 72 eren unipersonals (24 homes vivint sols i 48 dones vivint soles), 76 parelles sense fills, 96 parelles amb fills i 28 famílies monoparentals amb fills.
La població ha evolucionat segons el següent gràfic:
Habitants censats

### Habitatges
El 2007 hi havia 591 habitatges, 285 eren l'habitatge principal de la família, 300 eren segones residències i 7 estaven desocupats. 547 eren cases i 41 eren apartaments. Dels 285 habitatges principals, 174 estaven ocupats pels seus propietaris, 98 estaven llogats i ocupats pels llogaters i 13 estaven cedits a títol gratuït; 4 tenien una cambra, 17 en tenien dues, 47 en tenien tres, 99 en tenien quatre i 118 en tenien cinc o més. 218 habitatges disposaven pel capbaix d'una plaça de pàrquing. A 159 habitatges hi havia un automòbil i a 84 n'hi havia dos o més.

### Piràmide de població
La piràmide de població per edats i sexe el 2009 era:
| Homes | Edats   | Dones |
| ----- | ------- | ----- |
| 0     | 95 o +  | 4     |
| 0     | 90 a 94 | 0     |
| 0     | 85 a 89 | 12    |
| 0     | 80 a 84 | 0     |
| 16    | 75 a 79 | 20    |
| 0     | 70 a 74 | 20    |
| 16    | 65 a 69 | 12    |
| 20    | 60 a 64 | 20    |
| 28    | 55 a 59 | 12    |
| 28    | 50 a 54 | 40    |
| 12    | 45 a 49 | 20    |
| 24    | 40 a 44 | 8     |
| 28    | 35 a 39 | 24    |
| 24    | 30 a 34 | 12    |
| 20    | 25 a 29 | 32    |
| 40    | 20 a 24 | 20    |
| 24    | 15 a 19 | 36    |
| 36    | 10 a 14 | 32    |
| 32    | 5 a 9   | 24    |
| 16    | 0 a 4   | 16    |

## Economia
El 2007 la població en edat de treballar era de 442 persones, 276 eren actives i 166 eren inactives. De les 276 persones actives 240 estaven ocupades (145 homes i 95 dones) i 36 estaven aturades (16 homes i 20 dones). De les 166 persones inactives 47 estaven jubilades, 43 estaven estudiant i 76 estaven classificades com a «altres inactius».

### Ingressos
El 2009 a Audresselles hi havia 284 unitats fiscals que integraven 691,5 persones, la mediana anual d'ingressos fiscals per persona era de 15.321 €.

### Activitats econòmiques
Dels 28 establiments que hi havia el 2007, 2 eren d'empreses alimentàries, 4 d'empreses de construcció, 3 d'empreses de comerç i reparació d'automòbils, 3 d'empreses de transport, 13 d'empreses d'hostatgeria i restauració, 1 d'una empresa de serveis i 2 d'entitats de l'administració pública.
Dels 13 establiments de servei als particulars que hi havia el 2009, 1 era un paleta, 1 guixaire pintor, 1 fusteria, 1 lampisteria i 9 restaurants.
Dels 3 establiments comercials que hi havia el 2009, 1 era una botiga de més de 120 m², 1 una botiga de menys de 120 m² i 1 una botiga de congelats.
L'any 2000 a Audresselles hi havia 4 explotacions agrícoles que ocupaven un total de 376 hectàrees.

## Equipaments sanitaris i escolars
El 2009 hi havia una escola elemental.

## Poblacions més properes
El següent diagrama mostra les poblacions més properes.